# IC 3634
IC 3634 ist eine Zwerggalaxie im Sternbild Jungfrau auf der Ekliptik. Sie ist schätzungsweise 12 Millionen Lichtjahre von der Milchstraße entfernt. Unter der Katalognummer VCC 1825 wird sie als Mitglied des Virgo-Galaxienhaufens aufgeführt.

Im selben Himmelsareal befinden sich u. a. die Galaxien NGC 4596, NGC 4608, IC 3602, IC 3633.
Das Objekt wurde am 10. Mai 1904 von Royal Harwood Frost entdeckt.